# 布萊銀漢魚亞科
布萊銀漢魚亞科為輻鰭魚綱銀漢魚目銀漢魚科的其中一亚科。

## 分類
布萊銀漢魚亞科(Bleheratherininae)有以下一属：

### 布萊銀漢魚屬(Bleheratherina)
- 大口布萊銀漢魚(Bleheratherina pierucciae)

## 扩展阅读
- 維基物種上的相關：布萊銀漢魚亞科